# Рутові
Рутові (Rutaceae) — родина дводольних роздільнопелюсткових рослин ряду сапіндоцвіті (Sapindales). Найважливіше для людини значення мають представники роду цитрус (Citrus) — лимони, апельсини, мандарини та інші види.
Більшість з рослин, що належать сюди — дерева (наприклад, лимонні, апельсинове дерево), чагарники, зрідка трави (наприклад, Рута (Ruta), Ясенець (Dictamnus). Рослини ці пахучі, багато з них з ароматним запахом, від маслянистих залозок лізогенного походження.

## Синоніми
| - Amyridaceae Kunth - Aurantiaceae Juss. - Boroniaceae J.Agardh - Cneoraceae Vest, nom. cons. - Correaceae J.Agardh, nom. inval. - Cuspariaceae Tratt., nom. illeg. - Dictamnaceae Vest - Diosmaceae R.Br. ex Bartl. | - Diplolaenaceae J.Agardh - Flindersiaceae C.T.White ex Airy Shaw - Fraxinellaceae Nees & Mart., nom. illeg. - Pilocarpaceae J.Agardh - Ptaeroxylaceae J.-F.Leroy - Pteleaceae Kunth - Zanthoxylaceae Martinov |

## Екологія та поширення
Представники родини досить поширені у тропіках, субтропіках та частково у тепло-помірних областях обох півкуль. Більшість видів росте у посушливих районах Австралії і в Південній Африці.

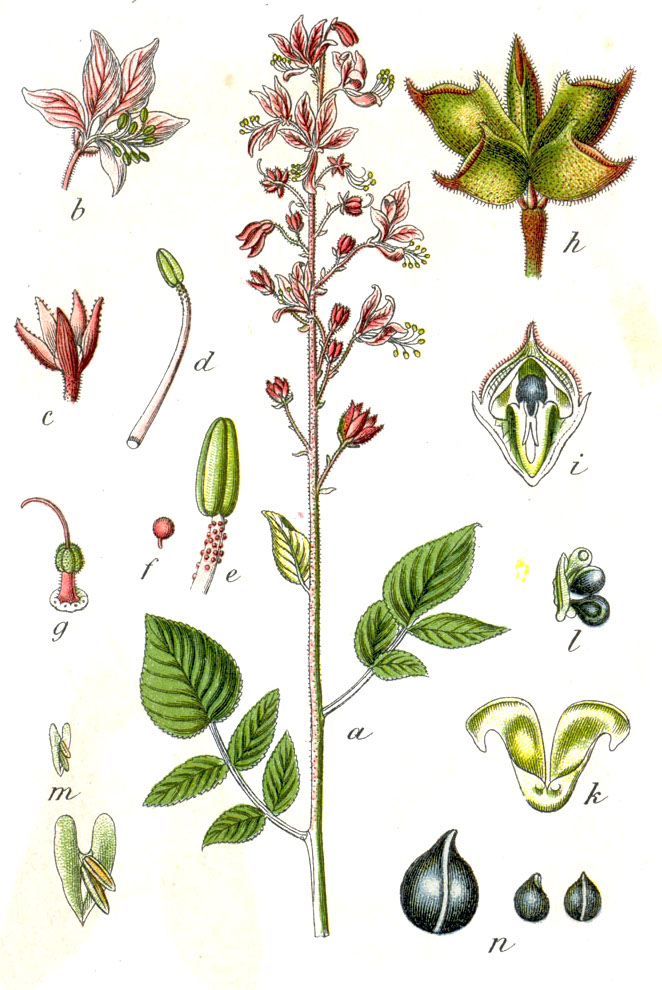
Ясенець білий.

## Ботанічний опис
Листя просте, розсічене або складне, у більшості випадків голе, поцятковане по всій поверхні прозорими залозками, або облямоване ними лише по краю; на стеблі розташування листя здебільшого чергове, рідко — супротивне. Прилистки розвинені лише у небагатьох представників.
Квітки дуже різні, дрібні та зеленуваті, частіше яскраві, зібрані у різні суцвіття. Квітка у більшості представників правильна, лише у ясенця неправильна, двостатева, зрідка внаслідок недорозвинення частин одностатевих. У всіх колах здебільшого по 4–5 членів, рідко по 3–6 або 8. Чашечка складається з вільних або зрощених листків. Пелюстки віночка також іноді зрощені. Тичинки зазвичай вдвічі більші від пелюсток, здебільшого вони обдиплостемонні, рідко диплостемонні; часто протипелюсткові тичинки перетворюються в стамінодії, або зовсім зникають; зрідка тичинок втричі-учетверо більше пелюсток, а іноді їх дуже багато, у цих випадках вони походять, ймовірно, від розщеплення небагатьох первинних; у деяких форм плідних тичинок лише 2–3, а інші перетворені на стамінодії. Між тичинками та маточками розвивається округлий, подушкоподібний, або чашоподібний, хвилястий, або зубчастий диск, нерідко навіть сидить на більш-менш довгому гінофорі. Плодолистків різна кількість: 4–5, рідко 3–1, ще рідше від 6 і більше; при своїй основі вони часто вільні, але з'єднані стовпчиками та приймочками, нерідко і цілком з'єднані, так що утворюють одну маточку, з багатогніздною, рідко з одногніздною зав'яззю; гнізда багатосім'яні, двосім'яні та навіть односім'яні. Маточка більшою частиною основна або бічна; приймочка голівчаста або лопатева.
Плід — або збірний, складається з мішечків, або коробочка, або кістянка. Насіння подовжене або ниркоподібне, безбілкове або білкове. Зародок достатньо великий, прямий або зігнутий.

## Значення та застосування
Представники роду Цитрус культивуються людиною з давніх часів, соковиті плоди містять велику кількість вітамінів, вживаються в їжу як свіжі плоди, так і соки на їх основі. Так само використовуються плоди кумквати, рослини з роду Fortunella.
Деякі види можуть використовуватися як пряності, найвідоміша Рута запашна (Ruta graveolens). У далекосхідній (китайська, корейська, непальська, японська, індонезійська) та західноафриканській кухнях представники роду Zanthoxylum застосовуються замість гострого перцю.
Багато видів родини використовуються у медицині як лікарські рослини.
Багато рутових служать джерелом деревини — Сатинове дерево (Chloroxylon swietenia), Фагара крупнолисна та деякі види роду Фліндерсом (Flindersia). Деревина Фагари крилоподібної належить до так званих «залізних дерев».
Є серед рутових і декоративні рослини.

## Систематика

### Історичні класифікації
1862 року вийшов перший том «Genera plantarum» англійських ботаніків Джорджа Бентама та Вільяма Гуккера, у якому ця велика родина ділилася на дві серії та сім триб; Адольф Енглер (див. «Natürliche Pflanzenfamilien», III, 4) розділив його на шість підродин і 25 триб.
Підродини такі:
- Rutoideae (плодолистків здебільшого 4–5, рідко 3–1 — багато, листя і кора з маслянистими мезогенними залозками; сюди належать 17 триб);
- Dictylomoideae (мезогенних залозок немає; дерева Південної Америки);
- Flindersioideae (плодолистків 5–3, зрощених разом; плід — коробочка; дерева і кущі Індії та Малайських островів);
- Tpathelioideae (три зрощених плодолистки; плід — кістянка; вест-індські рослини);
- Toddalioideae (5–2 зрощених плодолистки; тропічні рослини);
- Aurantioideae (плід — ягода; сюди належать лимон, апельсин тощо).

### Сучасна класифікація
Останнім часом родину розділяють на 6 підродин:
- Підродина Aurantioideae — охоплює 43 роди

* Триба Citreae — охоплює 39 родів
* Триба Clauseneae — охоплює 4 роди
- Підродина Dictyolomatoideae — охоплює 1 рід
- Підродина Flindersioideae — охоплює 1 рід
- Підродина Rutoideae — охоплює 6 родів
- Підродина Spathelioideae — охоплює 6 родів
- Підродина Toddalioideae — охоплює 113 родів, з них 52 роди включаються безпосередньо до родини

* Триба Boronieae — охоплює 18 родів
* Триба Cusparieae — охоплює 32 роди
* Триба Diosmeae — охоплює 11 родів

### Представники
Родина охоплює понад 170 родів, деякі з них:
| - Acronychia J.R.Forst. & G.Forst. — Акроніхія - Boronia Sm. — Боронія - Choisya Kunth — Шуазія - Citrus L. — Цитрус - Correa Andrews — Коррея - Dictamnus L. — Ясенець (рід) - Euodia J.R.Forst. & G.Forst. — Евод - Flindersia R.Br. — Фліндерсія - Fortunella Swingle — Кумкват - Haplophyllum A.Juss. — Цільнолисник | - Murraya J.Koenig ex L. — Мюррея - Orixa Thunb. — Орикса - Phellodendron Rupr. — Коркове дерево - Pilocarpus Vahl — Пилокарпус - Poncirus Raf. — Понцірус - Ruta L. типовий — Рута - Skimmia Thunb. — Скимія - Toddalia Juss. — Тоддалія - Zanthoxylum L. — Зантоксил - Zieria Sm. — Цірія |